# 111933 Alphonsetardif
111933 Alphonsetardif este o planetă minoră (asteroid), cu un diametru de 5,039 km, din centura de asteroizi. A fost descoperită pe 3 aprilie 2002 la Observatorul Național Kitt Peak de Spacewatch. 
Obiectul prezintă o orbită caracterizată de o semiaxă mare de 3,055836827759 UAi, o excentricitate de 0,21848949953536, o înclinație de 13,746567360201 ° în raport cu ecliptica.